# Jürgen Jeglitza
Jürgen Jeglitza (* 27. Dezember 1942 in Diemitz; † 20. August 1975 in Weißwasser) war ein deutscher Fußballtorwart. Er spielte für den SC Aktivist Brieske-Senftenberg in der DDR-Oberliga.

## Karriere
Jeglitza spielte in seiner Jugend bei seinem Heimatverein SC Chemie Halle, wo er bis 1962 blieb. Anschließend wurde er vom SC Aktivist Brieske-Senftenberg verpflichtet, der in der DDR-Oberliga spielte. Jeglitza debütierte am 13. Januar 1963, als er am 14. Spieltag bei der 0:1-Niederlage gegen den ASK Vorwärts Berlin in der Startelf stand. Mit gelegentlichen Einsätzen kam er bis zum Ende der Saison auf sieben Oberliga-Spiele. 1963 wurde Jeglitza von dem SC Cottbus verpflichtet. Nach gelegentlichen Einsatzzeiten in der Saison 1963/64 steigerte er sich bis 1965/66 auf 26 Spiele. In dieser Spielzeit wurde die Fußballabteilung in die neu gegründete BSG Energie Cottbus ausgelagert, für die er fortan spielte. Beim FDGB-Pokal 1966/67 gelang Jeglitza ein Tor. Von 1967 bis 1969 spielte er wegen seines Wehrdienstes für die ASG Vorwärts Cottbus, kehrte danach aber wieder zur BSG Energie Cottbus zurück. In der Saison 1969/70 kam er auf 22 Spiele. Danach agierte Jeglitza bei der zweiten Mannschaft in der Bezirksliga. 1972 wechselte er zur BSG Lokomotive Cottbus. 
Jeglitza verstarb 1975 durch einen tragischen Unfall.